# 베어 너클: 분노의 철권
《베어 너클: 분노의 철권》(ベアナックル 怒りの鉄拳)는 세가가 제작한 1991년 진행형 격투 게임이다. 메가 드라이브 콘솔로 개발된 《베어 너클》 시리즈의 첫번째 작품으로, 범죄와 부패가 들끓는 도시를 구하기 위해 거리의 깡패들과 싸우는 내용이다. 서양 지역에선 《스트리츠 오브 레이지》(영어: Streets of Rage)라는 제목으로 발매됐다.
스테이지에 나타나는 적들을 공격하고 붙잡아 던지는 등 게임플레이 면에서 캡콤이 제작한 《파이널 파이트》 시리즈와 유사하다. 이전에 세가가 만든 《골든 액스》처럼 누르면 경찰이 원호 공격을 해주는 버튼이 탑재됐다.
처음 메가 드라이브로 발매된 후 세가 마스터 시스템 및 게임 기어 버전도 이어 출시됐다. 1992년에는 후속작 《베어 너클 II: 사투로의 진혼가》이 발매됐다. 2013년에는 추가 기능이 탑재된 닌텐도 3DS 버전이 발매됐다. 그 외 버추얼 콘솔, 소닉의 얼티밋 제네시스 컬렉션 등 다양한 합본에 수록됐다.

## 게임시스템 특징
베어 너클 1은 골든 액스의 영향을 받아서인지 횡스크롤 격투 게임임에도 불구하고 원호공격이 있다. 원호공격은 경찰차가 지원사격을 하는 것이다. 1P의 원호공격은 대전차총으로 사격을 하며 2P의 원호공격은 발칸포로 사격을 한다. 4M 라는 용량 한계상 캐릭터 스프라이트가 매우 작고 적의 종류도 적고 공격패턴이 단순하며 한 스테이지당 계속 똑같은 배경이 길게 늘어서 있다. 파이널 파이트와 다른 특징으로는 뒤에서 잡는 포지션이 있어서 뒤에서 잡은 후 메치면 '저먼 수플렉스'로 좀 더 강력한 데미지를 줄 수 있다. 또한 앞에서 잡은 후 뒤로 넘어가는게 가능하며 플레이어끼리 집어던지거나 할 경우 위력이 엄청난 공중공격이 가능한 협동공격, 적에게 뒤를 잡혔을 때 앞차기 후 역으로 던지는 식의 플레이가 가능하다. 또한 2인 협동플레이로 마지막 보스까지 갔을 경우 미스터 X가 악의 조직에 몸담겠느냐는 질문을 해 오는데 서로 다른 대답을 했을 경우 다시 두단계 이전 스테이지로 떨어지게 되며 재진행하여 마지막 보스를 클리어하면 플레이어끼리 서로 싸워서 승자가 악의 조직의 보스가 되는 배드엔딩이 존재한다.

## 캐릭터

### 주인공 캐릭터

#### 액슬 스톤
- 22세
- 183cm / 75kg

직업은 경찰으로, 표준형 캐릭터이다. 격투술은 가라데와 마샬아츠.

#### 블레이즈 필딩
- 21세
- 167cm / ?kg

초미니스커트로 등장해 관심을 끌었으며 그녀의 특기는 유도다. 던지기 기술의 성능이 다른 일반형 캐릭터들에 비해 우수하지만 히든 캐릭터들에 비하면 다소 부족하다 특히 루드라와는 그 성능이 엄청나게 차이가 많다. 또한 필살기의 경우 장단점이 명확한데 대쉬필살기인 비상쌍참의 경우 히트수는 액셀의 그랜드어퍼와 비교해 2단밖에 안나오지만 한타 위력이 그만큼 강하며 두방 모두 클린히트 시 그랜드어퍼 풀히트와 위력이 동일하다. 또한 필살기가 끝난 후 빈틈은 그랜드어퍼보다 적은 편. 다만 공중으로 뛰어올라 쓰는 기술이라서 공격판정 발생이 약간 늦고 후반부나 좀 높은 난이도에선 대공기를 가진 적에게 쓰는 족족 컷트당하기 쉬운 약점을 가졌다. 체력소모 필살기인 기공포는 위력은 약간 떨어지지만 장풍기인 덕에 액셀의 드래곤스매쉬와 비교하면 사용이 매우 수월하다. 액셀과 더불어 가장 무난하게 사용 가능한 표준형 캐릭터.

#### 애덤 헌터
- 23세
- 188cm / 88kg

애덤은 1탄에서 블레이즈와 정반대로 느리지만 강한 공격력과 긴 공격 범위가 특징인 캐릭터이다. 특히 기본공격 콤보 마지막에 적을 발로 차서 전방 일직선으로 화면 끝까지 날려버리는데 던지기 공격마냥 전방의 적들을 함께 쓸어버릴 수 있어서 매우 강력하다.

### 적 캐릭터

#### 가르시아
- 178cm / 75kg

#### 시그널
- 181cm / 59kg

#### 하쿠로
- 180cm / 69kg

#### 노라
- 168cm / kg

베어 너클 IV에서는 스테이지 3의 보스로 재등장한다.

#### 부폰
- 193cm / 73kg

#### 안토니오
- 215cm / 120kg

#### 사우저
- 208cm / 95kg

#### 아바데데
- 220cm / 180kg

#### 봉고
- 200cm / 220kg

#### 야차 & 오니히메
- 170cm / kg

#### 미스터 X
- 51세
- 213cm / 115kg

신디케이트의 보스로 등장하는 미스터 X 역시 게임 전반에 걸쳐 등장하는 악당이다. 인간의 형태로 플레이어들을 괴롭힌다.

## 평가
| 평가 |                         |
| --- | ----------------------- |
| 통합 점수 통합사 점수 게임랭킹스 SMD: 75% [ 2 ] 평론 점수 평론사 점수 올게임 SMD: [ 3 ] MegaTech SMD: 92% [ 4 ] Wizard SCD: B [ 5 ] Hobby Consolas SMD: 90/100 [ 6 ] SGG: 89/100 [ 7 ] |                         |
| 통합 점수 |                         |
| 통합사 | 점수                    |
| 게임랭킹스 | SMD: 75%                |
| 평론 점수 |                         |
| 평론사 | 점수                    |
| 올게임 | SMD:                    |
| MegaTech | SMD: 92%                |
| Wizard | SCD: B                  |
| Hobby Consolas | SMD: 90/100 SGG: 89/100 |